# Nouvelles gares sur lignes à grande vitesse en France
Les nouvelles gares sur lignes à grande vitesse, parfois dénommées « gares bis », sont une caractéristique du réseau français des lignes à grande vitesse.

## Fonctions

### Desserte locale
Dans la concurrence TGV-avion la desserte des centres-villes est souvent présentée comme un avantage important. Dans une gare de centre-ville la desserte locale représente ainsi une part importante de clientèle. Par exemple, à Lyon-Part-Dieu 54 % des usagers viennent de Lyon centre, 13 % s'y rendent à pied et 21 % par les transports en commun. Des études voyageurs dans les gares classiques ont montré que 85 % des passagers viennent d'un lieu situé à moins de 10 minutes de la gare.
Pour les gares nouvelles, on peut distinguer plusieurs cas de figure:
- gare principale : la gare de centre-ville, souvent située sur une voie à faible capacité, est majoritairement desservie par des trains classiques. C'est le cas par exemple de la gare d'Aix-en-Provence TGV ou de celle du Creusot.
- gare bis : dans d'autres cas comme à Lyon-Saint-Exupéry ou dans la gare de Lorraine TGV la gare est essentiellement destinée à assurer des correspondances intersecteurs, les liaisons principales étant assurées depuis les gares de centre-ville.

### Gares de complément
En Île-de-France, les gares nouvelles avaient aussi pour objectif de désaturer les gares principales. C'est aussi le cas à Lyon avec Saint-Exupéry TGV. La gare d'Aix-en-Provence est également destinée à la desserte de l'agglomération nord de Marseille.
Le report de clientèle est cependant resté très limité. Par exemple, en 2008, alors que les quatre grandes gares TGV parisiennes ont connu un trafic TGV de 89 millions de voyageurs, celui des gares d'Île-de-France n'a été que de 7,5 millions :
- 3,4 millions pour Aéroport CDG (dont 80 % de trafic en correspondance TGV-Avion ou TGV-TGV[4])
- 2,6 pour Marne-la-Vallée (dont 55 % de clientèle du parc Disney[5])
- 1,4 pour Massy TGV
- 0,1 pour les autres gares d'Île-de-France desservies par le TGV (Mantes-la-Jolie, Massy - Palaiseau, Fontainebleau, Juvisy…)

Sur la LGV Nord, on a dénombré 8,7 millions de voyageurs venant de la gare de Paris-Nord, pour 0,7 million venant des trois gares TGV d'Île-de-France.

### Desserte régionale
Le « coût » d'un arrêt TGV est beaucoup plus élevé que celui d'un train classique. Une gare TGV a donc vocation à desservir un territoire beaucoup plus large.
Cela nécessite une réflexion sur l'intermodalité et le rabattement des voyageurs depuis l'ensemble de la zone de chalandise.
On considère qu'un territoire est desservi par une gare TGV quand il en est approximativement à moins de 45 min de temps d'accès, contre 15 min pour les gares TER et 30 min pour les grandes lignes.
Une gare TGV excentrée peut fournir une desserte complémentaire mutualisée pour les destinations qui ne pourraient pas être rentabilisée par la clientèle de la seule ville centre, par exemple à la gare Lorraine TGV ou de Haute-Picardie.

### Correspondances
À l'exception des gares de la région parisienne, les principaux nœuds de correspondance du réseau TGV sont dans les gares de centre-ville de Lille, Strasbourg et Lyon.

### Grands équipements
Certaines gares ont vocation à desservir des équipements lourds. Les gares de Charles-de-Gaulle 2 TGV et de Lyon-Saint-Exupéry TGV permettent d'accéder aux aéroports du même nom. Les parcs d'attraction de Disneyland Paris et du Futuroscope à Poitiers sont accessibles par la gare de Marne-la-Vallée - Chessy et la gare TGV Futuroscope.

## Implantation
Sauf exception, les gares nouvelles sont des gares de passage situées à l'écart du centre des agglomérations et le plus souvent sans liaison avec le réseau ferroviaire classique. Leur desserte est en général limitée à quelques arrêts quotidiens. La gare d'Ablaincourt-Pressoir, renommée « Haute-Picardie », est ainsi connue comme la « gare des betteraves », expression qui aurait été forgée par Jacques Santrot.
Certaines sont situées dans la proche banlieue comme Besançon TGV, Champagne-Ardenne TGV (Reims), Avignon TGV ou Mâcon-Loché TGV, d'autres, comme Lorraine TGV ou TGV Haute-Picardie, sont situées en rase campagne.

### Motivations
Ce type d'implantation, parfois critiqué, résulte à la fois de la géographie française, marquée par l'existence d'une capitale, qui domine largement par sa taille et sa force d'attraction toutes les autres agglomérations, et de la volonté de la SNCF de privilégier les liaisons directes entre grandes agglomérations pour mieux concurrencer le mode aérien. Selon le géographe Jean-François Troin, « les gares à la campagne sont une illusion d'urbanisme, née du fantasme des élus et des intérêts de la SNCF qui souhaite gagner le plus de temps sur le tracé en évitant les centres-villes. »
Progressivement le problème d'implantation des gares est davantage pris en compte par la SNCF.

#### Contraintes foncières
Le choix d'un site pose des contraintes techniques et économiques : une situation excentrée permet de bénéficier d'un foncier bon marché et de limiter les nuisances liées à la création d'un passage dans le tissu urbain
Au XIXe siècle, les gares ont souvent été construites en bordure des villes. Elles ont ensuite été rejointes par le tissu urbain pour se retrouver aujourd'hui près de l'hyper-centre. À Vendôme, on avait ainsi prévu que la taille de la ville devait doubler entre 1990 et 2000, pour rejoindre les pourtours de la gare TGV.

#### Desserte point à point
Le TGV est prévu pour optimiser les temps de trajet point à point entre deux métropoles, avec éventuellement un prolongement à vitesse standard en amont et en aval pour la desserte des villes secondaires. Les arrêts dans des gares intermédiaires doivent donc être limités au maximum, à la fois en nombre et en durée.
Pour la SNCF, la durée totale du trajet a un impact important sur la fréquentation d'une ligne et donc sa rentabilité. Un arrêt dans une gare située directement sur la ligne à grande vitesse demande au minimum sept minutes (freinage, arrêt et accélération) dans l'hypothèse où le sillon suivant est disponible. Il faut souvent compter de 20 à 25 minutes pour desservir une gare de centre-ville.
Les objectifs de rentabilité de la desserte poussent l'exploitant à évaluer les effets fonctionnels de la gare, qui doit rabattre de la clientèle sur la ligne sans préjudice de gains de temps pour les voyageurs empruntant la ligne de bout en bout :
- il faut minimiser le temps et le nombre d'arrêts entre les destinations principales de la ligne
- la clientèle supplémentaire apportée par un arrêt doit compenser le coût des infrastructures et la perte de temps (et donc de clientèle) sur les destinations principales
- des subventions sont nécessaires si la desserte n'est pas rentable intrinsèquement (différence entre gares « d’intérêt économique » et gares « d’aménagement du territoire »)

Selon cette logique, une gare excentrée permet donc d'obtenir une desserte plus importante en limitant la perte de temps causée par l'arrêt en gare. Ce calcul ne fait cependant pas l'unanimité; ainsi pour un dirigeant de RFF « Le seul critère des transporteurs pour arrêter leurs trains, c'est le nombre de passagers qu'ils peuvent prendre. Ce n'est pas parce qu'il y aura une gare nouvelle qu'ils s'arrêteront davantage. ».
Les gares nouvelles, situées en milieu de ligne, posent aussi un autre problème commercial à la SNCF qui n'a pas forcément intérêt à voir des trains circuler à moitié vide sur une partie du trajet. Ce problème est dû à la dissymétrie des demandes ; par exemple les trajets vers Paris représentent 75 % des destinations de la gare du Creusot TGV, 85 % de celles de Mâcon-Loché TGV.

#### Le modèle de l'aérogare
Le modèle d'exploitation du TGV a été largement inspiré par celui de l'avion (système de réservation, desserte point-à-point…).
Parallèlement l'attractivité des gares ferroviaires et des quartiers environnants s'est dégradée durant le vingtième siècle : vieillissement du bâti, insécurité, encombrement…
Les aérogares ont pu alors apparaître comme une alternative, avec leur mono-fonctionnalité et surtout leur isolement relatif qui permet d'éviter le problème des marginaux qui se concentrent autour des gares ferroviaires de centre-ville.
Une différence fondamentale est le temps d'attente, beaucoup plus important dans le cas de l'avion. Cet arrêt contraint des voyageurs dans l'aérogare permet de développer une activité économique (restauration, services, hôtel) plus difficile à valoriser dans une gare ferroviaire.

### Effets structurants
Les préoccupations d'aménagement du territoire se sont formalisées avec la branche ouest du TGV Atlantique. Les objectifs affichés de ces politiques par une gare TGV sont le désenclavement, le développement économique et de l’emploi.
L'implantation d'une gare est l'espoir de dynamiser un territoire et développer de nouvelles activités. Mais, à part Roissy et Marne-la-Vallée, les projets de zones d'activités autour de gares excentrées n'ont pour le moment pas réussi à se développer.

#### Attractivité économique des gares excentrées
Lors de la création des LGV, il y avait en France de grands espoirs sur les effets structurants de ces infrastructures de transport. On espérait ainsi que la gare TGV « allait permettre la décentralisation de Paris à Mâcon de grands services de l’État ou de grandes entreprises ». À Vendôme, la gare devait créer 5 000 emplois et attirer 20 000 habitants. L'espoir était d'attirer l'activité tertiaire et l'industrie de pointe.
Mais dans les zones construites autour des gares bis beaucoup de locaux restent vides.
À Mâcon et au Creusot par exemple, les zones industrielles créées à côté des gares n'ont pas réussi à attirer un nombre significatif d'entreprises (respectivement 2 et 4 en 1997).
Le TGV n'est pas en soi une motivation pour l'implantation des entreprises. Si le TGV favorise l'implantation de certaines activités, il n'est jamais le seul critère. La proximité immédiate de la gare n'est pas mentionnée comme une nécessité. Il peut cependant améliorer l'image d'un quartier et y entraîner le développement de projets immobiliers. On assiste alors plus à la relocalisation d'entreprises déjà présentes dans le secteur qu'à l'implantation de nouvelles activités.
Le bilan LOTI de la LGV Nord a ainsi pointé que l'absence de grande ville à proximité était un gros handicap de la gare TGV Haute-Picardie (4 implantations de 1997 à 2003) :
- bassin d'emploi réduit ;
- pas d'offre de service (gardiennage, restauration…) ;
- pas d'entreprise déjà établie dans la même zone.

On note de fortes disparités dans les effets observées entre les gares centrales et les gares périphériques.
L’impact des gares nouvelles construites en centre-ville (comme à Lille-Europe ou Lyon Part-Dieu) a été plus favorable avec par exemple le développement du quarter d'affaire Euralille ; il est similaire à la rénovation de gares anciennes (Nantes, Le Mans et son quartier Gare Sud, Marseille et son centre Euromed…).
En cas de succès, cela peut poser un problème de mutation du marché de l'emploi, la conversion à une économie tertiaire entraînant une désindustrialisation et la disparition de postes à faible qualification. Le risque est que la pression foncière liée au TGV pousse les entreprises locales à se délocaliser.

#### Des effets économiques diffus
La gare TGV est souvent présentée comme indispensable au développement d’un territoire, même si des régions comme celles de Toulouse ou Nice ont su se développer sans.
Les études des effets territoriaux des LGV existantes restent relativement peu nombreuses.
On a évoqué la nécessité de changer d’échelle spatiale pour pourvoir observer les bénéfices d'une gare TGV :
- il faut constater l'échec des gares bourguignonnes : pas de développement local, faible fréquentation, pas d'amélioration de la desserte au fil des années ;
- a contrario la réussite commerciale des gares sur la LGV Méditerranée en fait des « outils d’intégration des villes au nouveau réseau ».

Mais sans connexion performante avec le reste du réseau de transport en commun, une gare TGV excentrée ne pourra pas être utilisée comme gare d'arrivée et ne servira donc qu'aux déplacements d'une population locale, qui pourra utiliser sa voiture personnelle pour atteindre la gare. La gare du Creusot TGV n'a par exemple pas eu d'impact notable sur le développement de l'activité locale. Une gare bis peut ainsi être un succès commercial sans entraîner d'effet structurant sur son territoire, par exemple à Avignon.
Mais la connexion TER n'est pas une condition suffisante pour garantir l'implantation des entreprises à proximité de la gare. En Champagne, malgré l'attention apportée par les élus locaux à la connexion aux réseaux régional et urbain, il n'y a pas encore d'effet notable de la gare nouvelle : « Reims est prête à accueillir le TGV » affirmait-on en 2006, en 2009 on ne peut que constater l'absence d'effet notable.

#### Effets d'image
Les villes TGV ont gagné en image, en attractivité.
Les gares nouvelles sont une tentation pour les élus bâtisseurs, qui ont à l'esprit des réussites comme Sophia Antipolis. Le choix du site pour les gares périphériques fait ainsi l’objet de négociations et de décisions alors que celui de la gare centrale préexiste.
Les CCI poussent à la création de gares excentrées. Ces organismes qui ont une expérience de la gestion de zones industrielles et d'équipement (ports, aéroports) pourraient assurer la gestion de ces gares si la SNCF devait abandonner cette activité.[réf. nécessaire]

#### Urbanisme
À Reims la gare nouvelle avait vocation de « désengorger un centre-ville déjà trop dense » et de « créer une nouvelle zone d’activité ».
Mais le plus souvent les gares périphériques sont rejetées par les élus de l'agglomération principale, et demandées par les petites villes environnantes. Dans une zone à l'habitat diffus, sans métropole polarisante, une gare excentrée permet de drainer un bassin de population plus étendu, ce qui apporte à la ligne nouvelle une clientèle supplémentaire. Ces gares accompagnent ainsi les nouveaux modes de vie rurbains, ce qui pose le problème de l'étalement urbain (dont les parkings de ces gares sont un symptôme) et de la structure de la ville.
- le premier est celui de la ville diffuse, découpée en zones mono-fonctionnelles (habitat pavillonnaire, centres commerciaux, complexes cinématographiques ou de loisirs, quartiers d'affaires…) qui se développent en périphérie, au détriment d'un centre-ville plus difficilement accessible faute de place pour y construire une voirie performante. Dans ce modèle, celui d'un plan d'urbanisme conçu autour des déplacements en automobile, la gare extra-urbanisé assure une accessibilité optimale ;
- le second est celui de la ville dense qui, grâce à un réseau de transports en commun adapté, parvient à fixer en centre-ville à la fois une grande partie de ses habitants et une activité économique importante, tout en contenant les problèmes de circulation automobile causés par cette densité. Dans ce type de ville, l'hyper-centre est à la fois le pôle d'attraction de la ville et son point le plus accessible, à l'intersection des principales lignes du réseau de transport.

La gare centrale risque d'être marginalisée par la gare TGV. À Mâcon et au Creusot, les gares du centre-ville ont ainsi vu leur activité grandes lignes décliner, avec des répercussions par exemple pour les restaurateurs et les hôteliers. En présence d'une gare inter-connectée, la concurrence peut aussi toucher le trafic régional de gare historique : la gare de Lyon-Part-Dieu a capté non seulement la majorité des trains grandes lignes, mais aussi une part non négligeable de la desserte régionale de Perrache, attirée à Part-Dieu pour le rabattement TER / TGV. Lyon-Perrache a ainsi perdu 11,8 % de son trafic entre 1985 et 1992. Enfin les gares centrales sont menacées dans leur rôle de pôle d'échange par la refonte des lignes de transport urbains affectées à la desserte de la nouvelle gare. Ces facteurs peuvent entraîner le déclin de l'attractivité des quartiers des gares existantes.

#### Un effet polarisant limité
Les lignes à grande vitesse constituent, après les autoroutes, les infrastructures les plus structurantes.
Le gain d'accessibilité d'une gare TGV se diffuse à toute la région autour des villes TGV. La gare n’est plus la destination finale : elle devient un lieu de transit dans un réseau plus large : le réseau de transport régional.
Mais le risque est grand qu'une gare excentrée n'apporte rien de plus qu'une gare de banlieue desservant une « zone dortoir » (comme Vendôme), ou un « arrêt en pleine nature » (comme Le Creusot ou Mâcon-Loché).

### Analyse des freins
Aujourd'hui, le mythe des « effets structurants du TGV » est dépassé : la certitude fondamentale est qu’il n’existe pas de relation binaire de type « cause à effet » entre présence d’un grand équipement de transport et développement. La construction d’une infrastructure conduisant les acteurs sociaux à développer des stratégies de valorisation, souvent la présence du TGV ne suffit pas à justifier à lui seul les évolutions observées.
La lenteur d'apparition des effets dits « structurants » qui pourraient être imputés à la gare TGV est une autre difficulté pour isoler les phénomènes et leurs causes.

#### Faiblesse de la desserte
Le trop faible nombre d'arrêts quotidien du TGV dans les gares du Creusot et de Mâcon a été évoqué pour expliquer l'échec de leur parc d'activités. Cet effet est également repéré dans les gares de centre-ville : l'impact sur l'attractivité du quartier gare des petites villes desservies par seulement quelques relations TGV quotidiennes semble limité.
Avant les facilités annexes qui peuvent être proposées à proximité, le principal moteur de rayonnement d'une gare est donc la fréquence des arrêts et les destinations proposées (et, de fait, le nombre de voyageurs).
Un arrêt étant plus facile à obtenir dans une gare située sur la LGV que dans une gare en antenne, les gares excentrées devraient être dans une situation favorable. Mais la desserte beaucoup plus attractive des gares de la LGV Méditerranée n'a pas davantage attiré les entreprises : la qualité de la desserte serait donc une condition nécessaire mais pas suffisante.

#### Manque de préparation locale
Une gare ne devant pas être seulement le « lieu du ferroviaire », la nécessité de l'accompagner en développant des surfaces de bureaux, des ZAC et des ZAD a été évoquée.
Mais, par exemple à Vendôme ou à Mâcon, il a existé de tel projets, portés par les élus locaux et les chambres de commerce. Le problème est qu'ils n'ont pas trouvé d'investisseurs intéressés.

#### Problèmes institutionnels
La gare TGV pose la question de la relation entre les territoires : la ville-centre et son aire urbaine.
Pour expliquer l'échec du développement autour des gares TGV bourguignonnes on a ainsi soulevé l'absence d'intercommunalité, ce qui a provoqué des obstacles institutionnels et un manque de concertation entre les collectivités locales. Par exemple le parc d'activité de Mâcon TGV a souffert de la concurrence de la zone d’activités des Berthillets créée en 1987 sur la commune voisine de Charnay. Au Creusot il n'y a pas toujours eu de volonté politique pour le développement de la gare, à cause du risque de concurrence avec les villes existantes.
La réussite de Lille est citée en contre-exemple : implication du monde politique, un schéma directeur et un opérateur unique.
Mais la création de syndicats intercommunaux en amont de l'implantation des gares de la LGV Méditerranée n'a pas eu l'effet escompté.
Cette opposition centre-banlieue se retrouve aussi dans la mise en place des moyens de rabattement : par TER ou par transports urbains, par exemple à Avignon où la mairie s'est longtemps opposée au projet de liaison TER de la gare.[réf. nécessaire]

#### Gares bis: des limites structurelles?
Le TGV est un facteur de métropolisation : il accompagne et renforce la polarisation des territoires desservis par rapport aux métropoles, son but étant de répondre aux besoins de transports induits par cette polarisation.
Les gares bis ne sont que des « gares intermédiaires », placés sur une ligne à grande vitesse conçue d'abord pour relier deux destinations principales. La taille (population) du territoire constitue un élément discriminant. Les grandes agglomérations sont desservies dans leur gare centrales. Pour les villes trop petites pour attirer des fonctions métropolitaines supérieures on crée une gare ex-urbanisée qui fonctionne comme une gare de banlieue, destinée à rabattre des flux de trafics supplémentaires vers la capitale.
À l'environnement économique favorable des gares centre :
- gros bassins de clientèle,
- contacts internationaux aisés,
- connexion entre la gare et un centre d’affaires,
- commerces, services, loisirs…

répondent ainsi les faiblesses des gares excentrées :
- isolement, pas d'hinterland,
- risque de dilution de la ville,
- contraintes du changement de mode de transport en périphérie urbain.

### Intermodalité

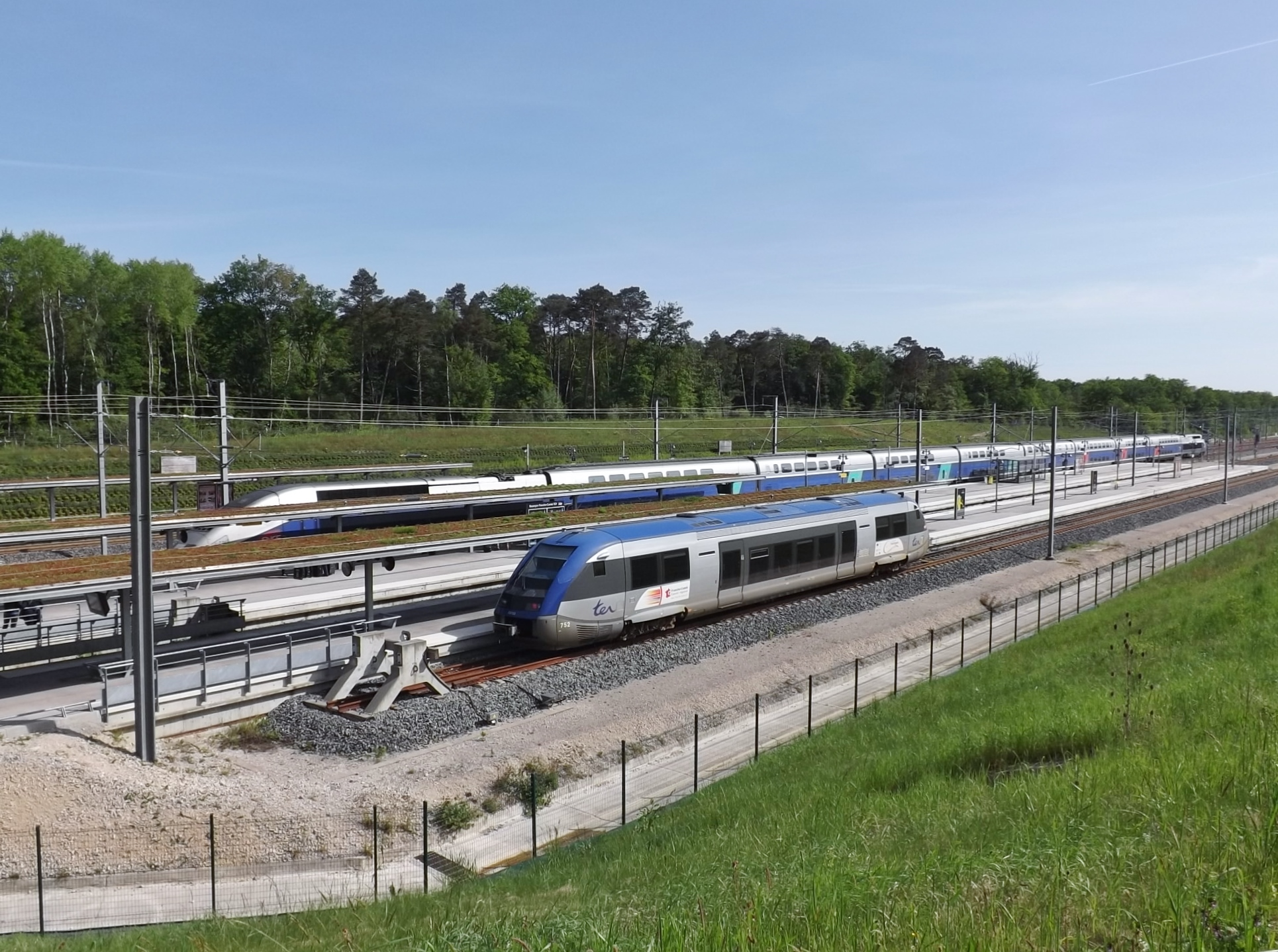
La gare de Besançon Franche-Comté TGV propose une correspondance TER avec la gare de Besançon-Viotte en 15 minutes.

Dans de nombreux cas l'accès à la gare TGV représente une part importante du temps de trajet total. Il faut par exemple, en utilisant les transports en commun, entre 25 et 45 min pour relier Aix-en-Provence depuis sa gare TGV, entre 30 et 50 min pour Avignon. L'implantation des gares nouvelles a souvent privilégié la desserte routière. La connexion TER/TGV a été complètement négligée dans les première gares, comme par exemple la gare TGV Haute-Picardie à quelques kilomètres au nord de la gare de Chaulnes (site qui avait été rejeté lors de la DUP) sur la ligne Amiens – Laon ou la gare du Creusot TGV à proximité de la ligne Nevers – Chagny à laquelle elle est reliée par une voie de service. La connexion au réseau de transports en commun est alors un problème, mis en exergue par l'encombrement du parking de ces gares.
La première gare nouvelle à proposer une correspondance TER a été celle de Calais. Depuis, Valence puis Reims, Besançon et Belfort - Montbéliard l'ont rejointe et l'interconnexion avec le réseau classique semble être mieux prise en compte dans les nouveaux projets. Pour certains acteurs politiques l'interconnexion des deux réseaux ferrés est même devenue indispensable dans les nouvelles gares.

#### Besoins
La desserte par les transports en commun des gares remplit les mêmes fonctions que celles des autres équipements : désaturation des voies routières, contraintes environnementale, non-exclusion des personnes sans véhicule particulier…. Elle a aussi une importance spécifique liée à la nature même des gares.
Si pour rejoindre la gare de départ, l'utilisation d'une voiture personnelle est envisageable, les transports en commun sont souvent indispensables pour rejoindre sa destination à partir de la gare d'arrivée.
Les transports en commun sont également utiles pour les habitants de la région, lorsque l'on doit réaliser un trajet en boucle. C'est par exemple le cas d'un habitant d'Amiens qui a un rendez-vous le matin à Roissy et un autre l'après-midi à Paris. S'il souhaite pourvoir emprunter le matin un TGV au départ de la gare de Haute-Picardie et rentrer le soir par un corail Paris–Amiens, il ne pourra pas utiliser sa voiture pour se rendre à la gare TGV. Avec l'accroissement de la distance des déplacements, et du nombre d'activités quotidiennes des individus, les trajets de ce type tendent à devenir de plus en plus fréquents.
Par ailleurs la nécessité d'arriver à la gare à une heure précise pour prendre son train fait que le principal avantage du véhicule personnel, la flexibilité, est compensée par la ponctualité offerte par les transports en commun en site propre.

#### Origines de la situation actuelle
Après la Seconde Guerre mondiale de nombreuses voies ferrées d'intérêt local sont fermées et les tortillards qui les empruntaient sont remplacés par des autocars plus rapides et plus confortables. C'est le début de l'avènement de la société de l'automobile, et le train est de plus en plus perçu comme une technologie obsolète.[réf. souhaitée]
Le programme TGV est né de la volonté de la SNCF de redresser la fréquentation de ses trains en misant sur la vitesse de déplacement pour recouvrer une image de modernité. Il s'agissait d'aboutir à une segmentation du marché, le rail ne subsistant que pour les longues distances. Dans l'optique d'une disparition à terme du réseau ferroviaire secondaire, il fallait avant tout chercher à optimiser l'accessibilité routière des gares. Selon Guillaume Pepy il y avait également, dans les années 1980, un certain isolement de l'activité TGV au sein de la SNCF ; cela a pu empêcher des synergies entre le réseau à grande vitesse et le réseau classique.
Malgré les évolutions du réseau de transport express régional, son obsolescence reste encore aujourd'hui un argument des partisans des gares excentrées.
Avant la régionalisation la SNCF recevait une subvention forfaitaire de l'État et gérait elle-même les lignes régionales de voyageurs. Ces lignes étant globalement non rentables, il y a eu une volonté délibérée de la SNCF d'éviter la desserte TER des gares nouvelles pour que les transports publics de rabattement soit assurés par d'autres moyens que le train et qu'ainsi leur coût d'exploitation pèse sur d'autres acteurs. Depuis 2002 les régions sont les autorités organisatrices des transports ferroviaires régionaux. Le financement de chaque ligne est fixé par une convention entre la région et la SNCF qui retrouve ainsi un intérêt économique à assurer la correspondance TER/TGV.[réf. souhaitée]

#### Mise en place
La prise de conscience de la nécessité d'intégrer les gares TGV au réseau régional est assez ancienne, mais ce discours s'est rarement concrétisé quand il a fallu faire les choix budgétaires.
Les réseaux de transports collectifs (TER, péri-urbain, urbain) sont d'abord conçus pour répondre à la demande de déplacement domicile-travail : de la périphérie vers le centre ville le matin et en sens inverse le soir. Ils ne sont donc pas forcément adaptés à la desserte d'une gare TGV excentrée, où les arrivées se feront plutôt le soir ou en heure creuse. Cela peut nécessiter la mise en service de rotations supplémentaires, ou au contraire (pour les lignes de transports en commun à grande fréquence de circulation) contribuer à équilibrer la fréquentation des services existants.
De nombreuses navettes par autocars ont dû être supprimées par manque de fréquentation.

### Alternatives
Il n'y a pas eu de véritable planification du développement des gares sur le territoire. Résultat des négociations entre la SNCF et les pouvoirs locaux, elles sont parfois une concession de l'opérateur qui aurait préféré éviter ces arrêts intermédiaires. L'urbaniste Dominique Musslin souligne ce rapport de force entre les intérêts de la SNCF et ceux des territoires desservis : « Quand le pouvoir politique local est fort, les gares restent au centre-ville. Dès qu'il est faible, il y a des gares nouvelles. ». Par exemple à Lille et au Mans la mobilisation locale a réussi à imposer à la SNCF une desserte du centre-ville, elle a échoué à Amiens ou à Besançon.

#### Gare nouvelles urbaines
La gare de Lille-Europe (construite sur LGV et exclusivement desservie par des trains à grande vitesse) et la gare de Lyon-Part-Dieu (construite pour le TGV mais établie sur le réseau classique, donc également desservie par tous les autres trains de voyageurs) sont des gares nouvelles en milieu urbain.
Lors de la construction de la branche ouest de la LGV Rhin-Rhône, une gare nouvelle devrait être construite près de la gare TER de Dijon-Porte-Neuve.

#### Dessertes en débranchement
Compte tenu des durées de freinage et d'accélération, quand la configuration des voies classique le permet, il est possible de desservir les gares de centre-ville sans perte de temps significative.
Par exemple les TGV Atlantique font une vingtaine de kilomètres sur la ligne Paris – Bordeaux pour accéder puis quitter la gare de Saint-Pierre-des-Corps près de Tours. Cette phase est mise à profit pour freiner et accélérer la rame, ce qui fait que le temps de desserte de la gare est similaire à celui d'une gare TGV dédiée.
Alors que l'arrêt dans une gare dédiée demande au moins 7 minutes, avec des raccords au plus près de leurs gares, la desserte d'Agen et Montauban en antenne ne devrait pas dépasser 7 minutes 30.

#### Dessertes en antennes
La gare nouvelle reste une exception : sur les 200 gares TGV, moins de 25 sont à proximité immédiate des LGV. Les autres sont des gares historiques desservies en « antenne » par ligne classique.
L'arrivée du TGV a été l'occasion de rénover les gares centrales, pour y créer des pôles d'échanges multimodaux. Très souvent la mise en service du TGV s'est accompagné d'une refonte globale des dessertes ferroviaires afin d'optimiser les correspondances entre TER et TGV et d'accroître l'aire de rabattement de ces gares.
Les gares retrouvant leur centralité du XIXe siècle, leur quartiers ont amélioré leur attractivité et ont pu bénéficier d'opérations de requalification urbaine.

## Architecture
Sur le plan architectural, on constate un renouveau avec des réalisations assez spectaculaires comme celles de la ligne du TGV Méditerranée, mais aussi Besançon Franche-Comté TGV, Aéroport Charles-de-Gaulle 2 TGV, Lyon-Saint-Exupéry et Lille-Europe, alors que les premières gares sur lignes nouvelles, comme Le Creusot et Macon étaient très simples, sans aucune recherche architecturale.[réf. nécessaire]
Ce sont les plus souvent des gares de passage, disposant de deux voies centrales pour les trains sans arrêt encadrées par deux voies à quai.

## Liste des gares

### Axe Sud-Est
- Sur la LGV Sud-Est, ont été construites :
  - la gare du Creusot - Montceau - Montchanin ;
  - la gare de Mâcon-Loché TGV.

- Sur la LGV Rhône-Alpes, a été construite la gare de Lyon-Saint-Exupéry TGV.

- Sur la LGV Méditerranée, ont été construites :
  - la gare de Valence TGV ; (Dessert Gare de Valence-Ville en ter)
  - la gare d'Avignon TGV ; (Dessert la Gare d'Avignon-Centre en ter)
  - la gare d'Aix-en-Provence TGV.

- Sur le contournement de Nîmes et de Montpellier (prolongement de la LGV Méditerranée, branche de Nîmes), ont été construites :
  - la gare de Nîmes-Pont-du-Gard ; (dessert la Gare de Nîmes en ter)
  - la gare de Montpellier-Sud-de-France.

### Interconnexion en Île de France
- Sur la ligne d'interconnexion Est de Paris, ont été construites :
  - la gare de l'aéroport Charles-de-Gaulle 2 TGV (aéroport roissy charles de gaulle)
  - la gare de Marne-la-Vallée - Chessy (Disneyland Paris).

### Axe Nord
- Sur la ligne Nord-Europe, ont été construites :
  - la gare TGV Haute-Picardie (Ablaincourt-Pressoir) ;
  - la gare de Lille-Europe ;
  - la gare de Calais - Fréthun.

### Axe Sud-Ouest
- Sur la ligne Atlantique, ont été construites :
  - la gare de Massy TGV ;
  - la gare de Vendôme - Villiers-sur-Loir TGV.

- Par ailleurs, les cas particuliers des lignes Bretagne-Pays de la Loire et SEA pourront être rajoutés :
  - Aucune implantation de gare nouvelle n'a été effectué sur ces lignes, la solution préférée a été de relier les LGV aux lignes classiques, permettant aux TGV de desservir les centre-ville. Cette solution, bien que la plus coûteuse car rajoutant kilomètres de voies et infrastructures (ponts, aiguillages,...), a été choisie car c'est plus confortable pour les voyageurs, mais aussi la plus rapide pour rallier les centre des villes traversées. Par exemple la gare de Saint-Pierre-des-Corps qui se trouve sur la ligne classique de Paris – Bordeaux accueille tous les TGV qui n'ont pas Tours Centre comme terminus. La gare a été entièrement rénovée en 1990 lors la mise en service du LGV Atlantique, des panneaux indiqués "Gare TGV" y sont plantés, de plus, le changement du nom de la gare en « Tours TGV » a été évoqué au début de 2019[41] ; les autres villes desservies par ce système sont Poitiers et Angoulême sur la SEA, et Le Mans et Laval sur la BPL.
  - la gare TGV-Futuroscope qui n'est pas sur une ligne nouvelle, mais est desservie par des TGV et TGV intersecteurs, et, depuis le 14 décembre 2014, par des TER qui effectuent la liaison Poitiers – Tours.

### Axe Est
- Sur la LGV Est européenne, ont été construites :
  - Gare de Champagne-Ardenne TGV ; (dessert la Gare de Reims en ter ou avec le Tramway de Reims)
  - Gare de Meuse TGV ;
  - Gare de Lorraine TGV.

### Axe Rhin-Rhône
- Sur la branche est de la LGV Rhin-Rhône inaugurée le 11 décembre 2011 se trouvent deux gares nouvelles :
  - la gare de Besançon Franche-Comté TGV ; (Dessert la Gare de Besançon-Viotte en train ter)
  - la gare de Belfort - Montbéliard TGV. (dessert la Gare de Belfort en train ter)

### Lignes en projet
- Une gare nouvelle est prévue à Béziers et une autre à Narbonne sur la ligne nouvelle Montpellier - Perpignan.
- Deux gares nouvelles sont prévues à Agen et à Montauban, sur la future LGV Bordeaux - Toulouse.
- Les autres projets de LGV ne sont pas assez avancés pour que l'on puisse déterminer l'existence de nouvelles gares, mais les documents présentés par RFF évoquent parfois les gares de Dole, Lons-le-Saunier, Bourg-en-Bresse, Mont-de-Marsan, Pays basque, Orléans, Bourges, Montluçon, Vichy-Moulins, Roanne, Carcassonne ainsi que de nouvelles gares en Île-de-France à Orly, Saint-Denis-Pleyel et La Défense.

### Nouvelles gares
Certains élus locaux souhaitent obtenir l'ouverture de gares nouvelles sur les LGV existantes par exemple à Allan pour la desserte de Montélimar ou à Arrou près de Châteaudun. Non prévues initialement, elle posent des problèmes à construire sans perturber le trafic TGV et seront mal connectées au réseau de transport régional.

### Projets abandonnés
La création d'une nouvelle gare TGV sur la LGV Sud Europe Atlantique à Asnières-sur-Nouère près d'Angoulême a été envisagée, ce projet fut officiellement abandonné au début de 2019.

## Comparaisons internationales
On trouve quelques situations similaires sur d'autres réseaux.

### Japon (Shinkansen)
La gare de Gifu-Hashima ouverte en 1972 est située sur la ligne Shinkansen Tōkaidō, à 15 km de Gifu. La spéculation foncière semble être à l'origine du faible développement autour de la gare. Elle est raccordée aux trains régionaux depuis 1982 mais de nombreux habitants préfèrent prendre leur correspondance à Nagoya, Gifu-Hashima n'étant desservie que par des Shinkansen qui marquent tous les arrêts.
La gare de Shin-Yokohama est situé à environ 7 km au nord du centre ville de Yokohama. Elle est depuis l'ouverture desservie par les trains régionaux mais ne possédait pas de liaison directe vers le centre ville. La création d'une ligne de métro reliant Yokohama en 12 minutes a permis de passer de 10 000 voyageurs quotidien en 1984 à 27 000 en 1989. Depuis un nouveau quartier central s'est développé autour de la gare.
Shin-Ōsaka, à environ 6 km d'Ōsaka, est desservie depuis son ouverture par les trains régionaux et par une ligne de métro vers le centre ville.

### Allemagne (DB)
Limburg Süd, sur la LGV Cologne - Francfort, est la seule gare non connectée au réseau classique. Elle est uniquement desservie par bus à partir de la gare centrale de Limburg an der Lahn.

### Taïwan (THSR)
Les gares intermédiaires de la ligne à grande vitesse de Taïwan sont pour la plupart situées loin des centres villes. L'objectif est de les relier au réseau classique et de favoriser l'émergence de villes nouvelles.

### Chine (CRH)
L'avènement des lignes à grande vitesse en Chine a permis la construction de nouvelles gares sur ces nouvelles lignes, plus ou moins éloignées du centre-ville où se trouve généralement la gare classique. Les gares nouvelles permettent alors le développement urbanistique autour de ces gares et souvent un agrandissement de l'aire urbaine.
Les nouvelles gares sont très souvent nommées par le nom de la ville suivi d'un des points cardinaux, en différence de la gare classique qui porte simplement le nom de la ville, ou suivi du nom du quartier : Pékin-Sud, Shanghai-Sud, Shanghai-Hongqiao, Shenzhen-Nord, etc.